# Екологічний каталіз
Екологічний каталіз — розділ науки про каталіз, що вивчає закономірності реакцій каталітичного перетворення речовин, які можуть бути використані для вирішення технологічних питань охорони навколишнього середовища.
Екологічний каталіз — науковий напрямок, пов'язаний із практичним використанням каталізу з метою охорони навколишнього середовища від забруднень. Найважливішими складовими процесів екологічного каталізу, спрямованими на захист навколишнього середовища, є принципово безвідхідні технології, а також методи очистки атмосферного повітря, стічних вод та ґрунту від шкідливих забруднень. Процеси екологічного каталізу можна розділити на три групи:
1. До першої групи відносяться процеси каталітичного очишення газових викидів в атмосферу з метою захисту повітряного басейну від забруднень токсичними речовинами.
2. До другої групи відносяться процеси очищення стічних вод з метою захисту водного басейну.
3. До третьої групи відносяться процеси створення безвідхідних і маловідходних хімічних технологій.

Для більшості процесів першої й другої груп характерне перетворення токсичних речовин, що видаляються, у нешкідливі сполуки. Оптимальними є процеси їх перетворення в цінні продукти. Найбільш радикальним вирішенням технологічних аспектів охорони навколишнього середовища є використання безвідхідних, екологічно чистих технологій. У створенні безвідхідних каталітичних процесів велике значення має розробка й використання високоселективних каталізаторів, що підвищує вихід цільових продуктів і зменшує відходи, а також поліфункціональних каталізаторів, які дозволяють значно спрощувати й інтенсифікувати промислові технології.
Проблеми, які покликаний вирішувати екологічний каталіз, принципово відрізняються від завдань, що стоять перед технічним (продукуючим) каталізом. Відповідно до цього, значною мірою різняться й процеси, що використовуються в цих галузях. У технічному каталізі застосовуються різні реакції як окисно-відновного, так і кислотно-основного типу. На відміну від цього, екологічний каталіз газофазних реакцій використовує, головним чином, обмежене коло перетворень токсичних речовин. Це в основному газоподібні реакції: окислювання киснем, іноді озоном, рідше — реакції відновлення і набагато рідше — розкладу. При цьому використовуються такі перетворення речовин, які ведуть до утворення нешкідливих або цінних продуктів.
Розробки в області екологічного каталізу часто здійснюються при використанні методів нетрадиційного каталізу. Створені нетрадиційні методи здійснення гетерогенно-каталітичних процесів, основані на нагріванні безпосередньо каталізатора, а не всього об'єму газу, що очищується. Термін «екологічний каталіз» запропоновано 1980 року членом-кореспондентом НАН України В. М. Власенком. В 1981—2000 роках в Інституті фізичної хімії ім. Л. В. Писаржевського НАН України працював очолюваний ним відділ екологічного каталізу — перший в Україні й у світі науковий підрозділ з такою назвою. Наразі[коли?] термін є загальновизнаним у світовій практиці (англ. environmental catalysis) як розділ хімічної науки.